# Medalla por el Rescate de Personas Ahogadas

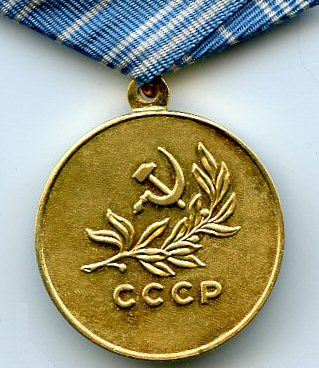
Reverso de la medalla

La Medalla por el Rescate de Personas Ahogadas (en ruso: Медаль «За спасение утопающих») fue una condecoración estatal de la Unión Soviética otorgada a ciudadanos de cualquier nacionalidad por su valentía e ingenio para rescatar a personas en riesgo de ahogamiento. Fue establecida el 16 de febrero de 1957 por decreto del Presídium del Sóviet Supremo de la URSS. Su estatuto fue enmendado dos veces por decretos adicionales del Presídium del Sóviet Supremo de la URSS, primero el 1 de agosto de 1967 y finalmente el 18 de julio de 1980.

## Historia
La última medalla fue otorgada en la URSS el 20 de mayo de 1991.
De acuerdo con el Decreto del Presídium del Consejo Supremo de la Federación de Rusia de 2 de marzo de 1992 N.º 2424-1, la medalla de la ex URSS, con el mismo nombre, permaneció en el sistema de premios de la Federación de Rusia. La inscripción en el reverso «URSS» fue reemplazada por la inscripción «RUSIA». Esta medalla fue otorgada por la Federación de Rusia de 1992 a 1994. 
Mediante el Decreto del Presidente de la Federación de Rusia del 2 de marzo de 1994, N.º 442, la medalla está ausente en el sistema de premios estatales en Rusia; en su lugar, fue introducida una nueva medalla llamada Medalla por el Salvamento de una Vida (en ruso: Медаль За спасение погибавших).

## Reglamento
La medalla fue otorgada a trabajadores del servicio de rescate y otros ciudadanos de la URSS, así como a extranjeros por:
- El coraje, la valentía y la abnegación mostrados durante el rescate de personas en el agua;
- Un alto grado de vigilancia e ingenio que resultó en la pronta alerta y dirección de los servicios de rescate a los escenarios de accidentes y emergencias en el agua;
- La organización ejemplar del servicio de salvamento en el agua.

La Medalla por el rescate de personas ahogadas se otorgaba en nombre del Presídium del Sóviet Supremo de la URSS o del Presídium del Sóviet Supremo de la Unión o de las distintas repúblicas autónomas por presidentes, vicepresidentes o miembros del Presídium del Supremo. Sóviets de repúblicas unidas o autónomas, los presidentes, vicepresidentes y miembros de las comisiones ejecutivas de los consejos de diputados regionales, provinciales, distritales y municipales de la comunidad del beneficiario.
La medalla se lleva en el lado izquierdo del pecho y, en presencia de otras órdenes y medallas de la URSS, se coloca después de la Medalla por el Coraje en un Incendio. Si se usa en presencia de órdenes o medallas de la Federación de Rusia, estas últimas tienen prioridad.
Cada medalla venía con un certificado de premio, este certificado se presentaba en forma de un pequeño folleto de cartón de 8 cm por 11 cm con el nombre del premio, los datos del destinatario y un sello oficial y una firma en el interior. Por decreto del 5 de febrero de 1951 del Presídium del Sóviet Supremo de la URSS, se estableció que la medalla y su certificado quedarían en manos de la familia tras la muerte del beneficiario.

## Descripción
La medalla está fabricada en latón oxidado y tiene la forma de un círculo regular con un diámetro de 32 mm con un borde elevado en ambos lados.  El peso de la medalla sin el bloque y el eslabón industrial es de unos 14,6 g.
En el anverso, en el centro, la imagen en relieve que rompe la superficie del agua de un nadador de rescate que lleva a una víctima que se ahoga a un lugar seguro, a lo largo de la circunferencia superior, la inscripción en relieve «Por la salvación», a lo largo de la circunferencia inferior, la inscripción en relieve «de personas ahogadas».
En el reverso, en el centro, la imagen en relieve de una rama de laurel de abajo a la izquierda hacia arriba a la derecha, encima de ella, la imagen en relieve de la hoz y el martillo, debajo de la rama, la inscripción «URSS» (en ruso: «СССР»).
En la parte superior de la medalla hay un ojal, que conecta la medalla con un anillo a un bloque metálico pentagonal. En el reverso del bloque hay un dispositivo para sujetar la medalla a la ropa. El bloque pentagonal está cubierto con una cinta de muaré de seda azul con tres franjas blancas longitudinales a lo largo de los bordes y una en el medio. El ancho total de la cinta es de 24 mm.